# Кралска викторианска галерия за практически науки
Кралска викторианска галерия за насърчаване на практическите науки (на английски: Royal Victoria Gallery for the Encouragement of Practical Science) е изложбена галерия и образователна институция в Манчестър, Великобритания, просъществувала за кратко в началото на 1840-те години. Има за цел да образова срещу заплащане широката публика в областта на науката и нейните приложения.
През 1839 година в Манчестър е подета инициативата за създаване на институция, подобна на основаната от Джейкъб Пъркинс в Лондон Галерия за практически науки. Комитетът, заел се с нейното основаване, включва Итън Ходжкинсън, Уилям Феърбеърн, Джон Дейвис и Ричард Робъртс, като последните трима са основатели и на Манчестърския институт по механика. По-късно галерията се оглавява от Уилям Стърджън.
Самата галерия е открита през юни 1840 година, като нейната експозиция включва фосили, електромагнити, машинни елементи и други подобни предмети. Планира се провеждането на лекции и се поставя началото на библиотечна сбирка. В галерията се провежда първата публична лекция на любителя физик Джеймс Джаул. През 1842 година галерията е закрита поради невъзможност да се самоиздържа.